# Blue Foundation
I Blue Foundation sono un gruppo musicale danese di musica elettronica formatosi nel 2000. Dal 2008 la formazione è composta da Tobias Wilner (produttore, vocalist e polistrumentista) e da Bo Rande (coproduttore e polistrumentista).

## Storia
Il gruppo è stato fondato da Tobias Wilner. Cresciuto a Copenaghen (Danimarca), a 17 anni si trasferisce a Londra. Inizia la carriera musicale come DJ per la Contemporary Dance Pieces e per la Art films. Parallelamente si dedica all'attività di skater.
Il progetto Blue Foundation nasce nel 2000 con Tobias (alias Bichi's) che collabora con diversi musicisti. La musica del gruppo viene descritta come un mix tra dream pop, elettronica e shoegaze. La base della band è situata a Prospect Heigts (Brooklyn).
Il primo 7" viene pubblicato dalla Moshi Moshi Records. Dopodiché viene dato alle stampe l'album self-title Blue Foundation (2001).
Nel 2003 Bo Rande si unisce a Tobias Wilner ed insieme i due registrano il secondo album, Sweep of Days, che esce nel 2004. Nel marzo 2004 Tobias registra la canzone Decks-Athron con DJ Krush e Tatuki Oshima, inserita nell'album Jaku (2004).
Nell'ottobre 2005 Tobias Wilner pubblica un album col suo progetto parallelo Bichi. Il disco è intitolato Notwithstanding (Hobby Industries). Alcune canzoni dell'album vengono suonate nei live come Blue Foundation. Allo stesso tempo canzoni realizzate come Bichi vengono riproposte in versioni diverse come Blue Foundation.
Nel 2007 i Blue Foundation pubblicano il loro terzo album, Life of a Ghost (Astralwerks).
Il 1º febbraio 2009 Wilner firma per la DPC Records. Nel frattempo il gruppo partecipa alla colonna sonora del film Twilight. Il disco Twilight, certificato doppio disco di platino contiene il brano Eyes on Fire. Inoltre Tobias Wilner pubblica il singolo Watch You Sleeping, realizzato insieme a Mark Kozelek (Red House Painters) e a Kirstine Stubbe Teglbjærg.
Il 16 maggio 2011 i Blue Foundation contribuiscono con due canzoni alla colonna sonora del documentario Tankograd di Boris Bertram. Una delle due canzoni vede la partecipazione di Sara Savery. Inoltre Tobias compone la colonna sonora del cortometraggio Go All Day. Viene poi pubblicato il singolo Red Hook.
Nell'ottobre 2011 il gruppo si esibisce dal vivo a Graz (Austria) con gli Apparatjik.
Nel maggio 2012 è stato pubblicato il quarto album in studio, intitolato In My Mind I Am Free (Dead People's Choice), seguito anche da una versione dello stesso disco Reconstructed.

## Il gruppo nei media
Oltre all'importante partecipazione alla colonna sonora di Twilight già citata, il gruppo ha contribuito a diverse colonne sonore per film, telefilm, documentari, corti, spot e altro. 
Sono conosciuti, infatti, anche per aver realizzato la canzone Sweep, inserita nel film Miami Vice di Michael Mann (2006).
Dei loro brani sono presenti nelle serie TV The O.C. e nel reality So You Think You Can Dance?.
La canzone It Begins, prodotta come Bichi, è presente nel film Waking Madison di Katherine Brooks.
Già citate le partecipazioni al film Tankograd e al corto Go All Day di Steve Berra e dedicato al mondo dello skateboard, altra passione di Tobias.

## Formazione
- Tobias Wilner - produzione, programmazione, polistrumentista, voce
- Bo Rande - produzione, programmazione, polistrumentista

## Discografia

### Album Studio
- Blue Foundation (2001)
- Sweep of Days (2004)
- Life of a Ghost (2007)
- In My Mind I Am Free (2012)

### Remix
- Solid Origami (2006)
- In My Mind I Am Free / Reconstructed (2012)

### EP
- Dead People's Choise (2006)